# Agencia Vasca del Agua
La Agencia Vasca del Agua (URA) se crea en la Ley de Aguas del País Vasco 1/2006 (1) y comienza su andadura en el año 2008 con la misión de gestionar la política del agua en Euskadi. Es un ente público sometido al Derecho privado adscrito al departamento del Gobierno Vasco competente en materia de medio ambiente y cuenta para su labor con una sede central en Vitoria, y tres oficinas más en cada uno de los territorios históricos.

## Funciones
La Agencia ejerce las funciones indicadas en el artículo 7 de la Ley 1/2006, es decir:
- La elaboración y remisión al Gobierno, para la aprobación, modificación o tramitación ante las autoridades competentes, de los instrumentos de planificación hidrológica previstos en esta ley..

- La participación en la planificación hidrológica estatal de las cuencas intercomunitarias, de acuerdo con su normativa reguladora.
- Intervenciones para la protección del dominio público hidráulico, en especial el otorgamiento de las concesiones y autorizaciones administrativas, así como la vigilancia e inspección y sanción de las infracciones contrarias a la normativa reguladora del dominio público hidráulico.
- La elaboración y remisión a las autoridades competentes de la Comunidad Autónoma del País Vasco de los proyectos de disposiciones generales en materias propias de sus áreas de actuación.
- Las competencias transferidas, delegadas o encomendadas por la Administración estatal.
- Las obras hidráulicas de interés general.
- La organización y funcionamiento del Registro General de Aguas.
- La organización y funcionamiento del Registro de Zonas Protegidas.
- El estudio e informe sobre la aplicación de cánones o tributos de conformidad con la normativa en vigor.
- La gestión, liquidación, recaudación e inspección de los tributos establecidos en la legislación vigente en materia de aguas.
- Informar con carácter vinculante los planes generales, normas subsidiarias, planes parciales y planes especiales después de su aprobación inicial. Este informe versará en exclusiva sobre la relación entre el planeamiento municipal y la protección y utilización del dominio público hidráulico, y sin perjuicio de lo que dispongan otras leyes aplicables por razones sectoriales o medioambientales. Se entenderá positivo si no se emite y notifica en el plazo dos meses.
- Informar con carácter vinculante los planes generales, normas subsidiarias, planes parciales y planes especiales antes de su aprobación inicial. Este informe versará en exclusiva sobre la relación entre las obras de interés general de la Comunidad Autónoma del País Vasco y el planeamiento municipal, y sin perjuicio de lo que dispongan otras leyes aplicables por razones sectoriales o medioambientales. Se entenderá positivo si no se emite y notifica en el plazo dos meses.
- La propuesta al Gobierno del establecimiento de limitaciones de uso en las zonas inundables que se estimen necesarias para garantizar la seguridad de las personas y los bienes.
- La autorización de los vertidos tierra-mar.
- La autorización en zonas de servidumbre marítimo-terrestre, así como su vigilancia, inspección y sanción.
- La concesión de subvenciones relacionadas con materias de su competencia.
- Garantizar, en coordinación con las administraciones con competencias en la materia, la protección y conservación del dominio público hidráulico.
- Cuantas otras le sean atribuidas por las leyes y reglamentos, en especial en relación con la política de abastecimiento, saneamiento y riego, así como con el control sobre los órganos de gestión y comunidades de personas usuarias, y otras que le resulten adscritas.

## Política del agua en Euskadi
El término política del agua engloba muchos ámbitos diferentes, pero, básicamente, se podría definir como la administración eficaz del agua, velando tanto por la conservación y mejora de su estado ecológico (ríos, aguas subterráneas...), como por el suministro óptimo a la ciudadanía y su posterior saneamiento, además de la disminución de los riesgos de fenómenos meteorológicos extremos, en particular las inundaciones.
La política del agua en Euskadi está sujeta a las directrices de la Directiva Marco del Agua, norma de referencia en este ámbito. Esta norma europea específica, entre otras cosas, que la unidad de gestión de esos recursos hídricos será la Demarcación Hidrográfica. En este sentido es importante resaltar que la Demarcación puede agrupar en su seno diferentes cuencas, por lo que el ámbito de gestión, a veces, no es coincidente con el orden de distribución competencial-administrativo del país. 
Euskadi, concretamente, acoge en su territorio tres demarcaciones: la del Cantábrico Oriental, la del Cantábrico Occidental y la del Ebro. Y tres administraciones hidráulicas: la Agencia Vasca del Agua (URA), la Confederación Hidrográfica del Ebro (CHE) y la Confederación Hidrográfica del Cantábrico (CHC)
Dentro de cada demarcación, a la hora de planificar el territorio, ejercitar el oportuno control, realizar obras o gestionar cánones y tasas sobre el agua, las diferentes administraciones hidráulicas comparten, además, funciones con Diputaciones Forales (con diversas competencias concurrentes y con una labor de auxilio a las entidades locales) y Ayuntamientos (competentes en materia de ciclo integral del agua, es decir, abastecimiento, saneamiento y depuración de aguas residuales). Multitud de ayuntamientos de la CAPV están agrupados en consorcios o mancomunidades para una gestión más eficaz de la competencia de prestar el servicio de ciclo integral del agua. 

## Páginas externas
- El sitio web de la Agencia Vasca del agua
- Lla presentación de la Agencia Vasca del agua

- Datos: Q12268605